# アッシマー
アッシマー (ASSHIMAR) は、「ガンダムシリーズ」に登場する架空の兵器で、有人操縦式の機動兵器「モビルアーマー (MA)」の一つ。初出は1985年放送のテレビアニメ『機動戦士Ζガンダム』。
作中勢力のひとつである地球連邦軍および軍閥であるティターンズが運用する機体で、人型である「モビルスーツ (MS)」形態への変形機構を持つ可変MA(TMA)。MA形態は円盤のような独特の形状で、空中を自在に飛行することができる。
本記事では、外伝作品などに登場するバリエーション機についても解説する。

## デザイン・名称
メカニックデザインは大河原邦男による初期稿をもとに、藤田一己がクリーンアップをおこなったが、MS・MA形態および大型ビーム・ライフルも含め基本デザインは初期稿の時点で完成している。なお、初期稿では頭部カメラはモノアイではなく、複数の固定式カメラが左右非対称に配置されている。
名称は、「あっ、しまった！」のもじりとされる。ほかに、ヒンドゥー教の神ガネーシャの乗る戦車を由来とする説もあるが、実際にはヒンドゥー教において「アッシマー」という固有名詞は登場せず、ガネーシャが乗る戦車も存在しない。なお、後継機であるアンクシャは、ガネーシャのもつ杖を由来とする。
なお、決定稿にもサブ・モノアイまでは描かれていなかったため、2005年公開の劇場版『Ζ』の新作パートでは、メカニカル作画監督の仲盛文と原画マンの城前龍治による自由な解釈のもと、サブ・モノアイが描かれている。

## 設定解説
大気圏内での自力飛行能力をもつ、最初の可変MA。開発はニュータイプ研究所のひとつであるオークランド研究所で進められる。なお、型式番号の "N" はニュータイプ研究所の略とされる。
当時、MS用サブフライトシステム (SFS) としてベースジャバーやド・ダイ改が開発されているが、母艦の搭載スペースを余分に消費するうえ、SFSが撃墜された際にMSの戦闘・展開能力が著しく低下するという問題があった。また、SFSは上昇性能が低く迎撃機としては役に立たないため、本機が開発される。上半身を円盤状に変形することでリフティングボディとし、脚部の変形による強力な推進機構によって戦闘機に匹敵する機動性を確保しており、上昇能力も優れている。変形用のパーツおよび各可動箇所にはマグネット・コーティングがほどこされているため、変形に要する時間はわずか0.5秒であり、MA形態で上空に侵入し瞬時にMSに変形して自由落下しながら白兵戦をおこない、またMAに変形して高速離脱といった従来のMSでは考えられない戦闘パターンを展開することが可能となっている。機体色は上半身がダーク・イエロー、下半身がダーク・グリーンを基調に、モノアイ周辺など一部が赤で塗り分けられている。
開発は宇宙世紀0083年より着手されており、可変機構もMS形態時の関節の自由度を高めた程度で問題も比較的少なく、0085年には試作機が完成し、同年半ばにはロールアウトしてテスト部隊による運用が開始されている。テスト中の本機を目撃した民間人からは、「空飛ぶ円盤を見た」との通報が連邦軍や警察当局に多数寄せられたという。量産性も高く、MSとしての性能も優秀であることから、一年戦争で喪失した戦力の補充としてもニーズが高く、制式採用される。量産当初は北米の部隊にのみ配備されるが、ティターンズの後押しによって連邦軍の各基地に配備されている。耐久性・耐弾性も高いが、変形時に展開する胸部装甲は弱点となっている。また、武装がビーム・ライフル1丁のみであることから火力の充実が求められ、新型機としてギャプランが開発されている。なお、本機は強引な飛行形態のために墜落が相次ぎ、早々に表舞台から消えたとする資料もあるが、0096年には本機のMA形態を踏襲した後継機であるアンクシャが開発されている。

### 機体構造
頭部
MSに必要な各種機構に加え、高速飛行時の航空管制用レーダーやセンサーが実装されている。アンテナはマルチプルロッド / ブレード・アンテナとしての機能のほか、差圧センサーの機能も備える。
メインカメラは旧ジオン公国のMSと同様のモノアイが採用されている。劇場版『機動戦士Ζガンダム A New Translation -星を継ぐ者-』では、百式のクレイ・バズーカ（散弾）によって頭部を被弾した際に、破損したモノアイの代わりに3基のサブ・モノアイを使用している。
また、頭部にコックピットがあり（劇場版の描写より）、頭部後半の装甲をスライドすると右側面にハッチが現れる。MA形態では装甲はスライドしており、劇場版では機首下面（設定画では上面）にハッチが位置する。コックピットは当時の標準的な全天周囲モニター・リニアシートが採用されている。
脚部
MA形態時はメイン・スラスターとなるが、同形態でもいわゆるガウォーク形態のように脚部を展開しての歩行やホバリング、さらには飛行中の方向転換（『Ζ』第16話）も可能である。推進機関はロケットエンジンと熱核ジェットの2説があり、後者では大腿部の先端がインテークであり、MS形態では基本的にシャッターで閉塞するとされる。
ドラム・フレーム
本機はまだムーバブル・フレーム技術が確立されていない時代の開発であり、基本的には既存の技術のみで製作されているが、戦闘中に可能なレベルの速さでの変形を可能とするため、MS形態の「背骨」に当たる部分に「ドラム・フレーム」と呼ばれる複数のディスク状のフレームを組み合わせた可動パーツを設置し、これを中心に各パーツおよび各ブロックを可動させている。
ドラム・フレームは、招聘された一年戦争中から飛行型MSの可能性を模索してきた複数の技術者によって、ジム・クゥエルのフレーム構造を応用して独自に開発されたといわれるが、キャトルといったMS以前の作業機械に端を発する構造であり、旧ジオン公国のオッゴやそこから発展したガザ・シリーズにも採用されているともいわれる。
ランディング・ギア
MA形態での着陸時に使用。展開した胸部装甲と、脛部前面から左右1基ずつ伸びる。
ホバリング・ノズル
MA形態の機体下面左右にある4条のスリットで（設定画より）、劇中でも上昇時に噴射が確認できる（『Ζ』第37話）。MS形態ではうち2条が前腕部、残る2条は肩部アーマーに位置する。

### 武装
大型ビーム・ライフル
空力特性などに配慮したシンプルな形状と縦長の砲口が特徴的な専用武装で、おもに六角形が連なったように見えるビームを発射する。出力は2.6メガワットで、航空機的な運用とMSとしての運用の双方に対応した出力調整が可能となっている。ライフル側のマウントラッチは可動し、MS形態には臀部のラッチにマウント可能で、MA形態ではそのままグリップを収納して機体下部に懸架し使用する。
その他
ほかの連邦系MSのビーム・ライフルやビーム・サーベルも使用可能であり、『Ζ』第14話では右手に大型ビーム・ライフル、左手にマラサイ用のビーム・ライフルを携行して戦闘をおこなっているほか、第16話ではガンダムMk-IIのビーム・サーベルを奪って使用している。
ゲーム『SDガンダム GGENERATION』シリーズでは、MS形態の頭部に連邦系MSの標準装備である60ミリバルカン砲2門を内装している。

### 劇中での活躍
テレビ版『Ζ』第13話で初登場。ティターンズ側についたばかりのオークランド研究所所属のブラン・ブルターク少佐が搭乗し、ハイザック6機からなる「ブラン小隊」を率いてカラバが占拠しているケネディ宇宙港を襲撃。ジャブロー降下作戦を終了し宇宙へ帰還するエゥーゴのメンバーが搭乗するシャトル2機の打ち上げ準備の最中であり、大型ビーム・ライフルでシャトル1機を撃破。カミーユ・ビダンのガンダムMk-IIやクワトロ・バジーナの百式を翻弄し、ロベルトのリック・ディアスを撃破する。打ち上げ後のシャトルにも追いすがるが、百式とMk-IIに妨害され撃破できず、MS形態の変形時に本機の弱点である胸部装甲が閉じる直前をMk-IIに狙い撃たれ後退する。第14話では接収したスードリでカラバのアウドムラを追跡、ギャプランのロザミア・バダム率いる小隊に続く第2波として出撃（ガウォーク形態で発進）し、百式とMk-IIの攻撃をかいくぐりアウドムラに肉薄するが、アムロ・レイが搭乗する輸送機をぶつけられ、左脚を失い撤退する。第16話ではヒッコリー上空で小隊とともに出撃（MA形態で発進）してアウドムラを襲撃するが、アムロのリック・ディアスにビーム・ピストルで弱点をふたたび狙い撃ちされパワーダウンを起こし、Mk-IIを道連れにしようとするも最後はリック・ディアスのビーム・サーベルに胸部を貫かれて撃破される。劇場版では、『星を継ぐ者』ではテレビ版の第14話を、『恋人たち』では第16話をギャプランと共闘の形に変更したうえで、ほとんどが新規作画で描かれているが、最後はテレビ版と同様。なお、設定ではMS形態での本機の頭頂高は19.3メートルと当時の通常のMS（18-19メートル）より若干大きい程度だが、ブラン機はテレビ・劇場版ともに通常MSより一回り大きく描写されている。
第37話では、ティターンズのダカール防衛隊所属機が複数登場。降下するアウドムラのMS隊を迎撃するため3機が出撃するが、戦果などは不明。さらに、市街地に進入したカミーユのΖガンダムの迎撃に2機（アジス・アジバ中尉とマイクが搭乗）が出撃。マイク機がΖガンダムの攻撃を受け市街地に墜落しそうになるが、アジス機がMS形態の背中で受け止め、さらにΖガンダムが補助することで免れる。議会放送でのクワトロの演説を聞き、ティターンズの存在に疑問をもち始めたアジスの機体は、通信施設を破壊しようとするティターンズの別働隊のハイザックの乗るベースジャバーに体当たりするが、はじき飛ばされ地上に不時着。窮地に陥るΖガンダムを狙うジェリド・メサのバイアランの前に立ちはだかるが、バイアランのメガ粒子砲で胴体を射抜かれる。爆発はせずアジスも一命を取り留めており、直後に本機2機がバイアランの前後に降り立ち戦闘中止命令が出ていることを伝える。劇場版ではこのエピソードはカットされているが、劇場アニメ『機動戦士ガンダムNT』では回想シーンとして3機の出撃と、マイク機のΖガンダムの攻撃による被弾が新規作画で描かれている。
『機動戦士ガンダムΖΖ』第45話では、グレーに塗装されたネオ・ジオン軍（グレミー・トト派）所属機が1カットのみ登場。宇宙でドーベン・ウルフやザクIIIなどとともにクイン・マンサに随伴する。
映画『ガンダム新体験-0087-グリーンダイバーズ』では、ティターンズカラーである濃紺を基調とし、上半身に白いライン（MA形態では円形となる）が記されたティターンズ所属機が登場、民間貨客船プロスペロー号の救命艇の救護活動をおこなう。
漫画『機動戦士ガンダム エコール・デュ・シエル』では、宇宙世紀0086年にオーガスタ研究所で望まぬうちに強化人間にされたサクヤが本機を奪って逃走。当時は最高機密である本機（と強化人間）の情報漏洩を防ぐべく、別の機体にヤハギ・フランジバックとエリシア・ノクトンが搭乗、うちエリシア機は強化人間用にチューンアップされた黒い機体である。サクヤに自分も強化人間にされていたことを知らされたエリシアは激昂してサクヤ機を撃ち、正気を取り戻しサクヤを助けようとするエリシア機も爆発に巻き込まれる（エリシアは負傷するも生還）。
雑誌企画『ADVANCE OF Ζ ティターンズの旗のもとに』では、カラバに鹵獲された機体が登場。得撫島で修理され、左肩に "Zeon Alive!!" と赤で記されている。宇宙世紀0087年6月のカムチャッカ基地防衛戦の最中に元ジオン公国軍残党のガブリエル・ゾラに引き渡され、ジムIIから乗り換える。ティターンズのT3部隊所属のガンダムTR-1［ヘイズル改］（イカロス・ユニット装備）およびギャプランTR-5［ファイバー］と交戦するが、基地が制圧されたため撤退。同月、T3部隊がシャトルで宇宙へ帰還する最中にネモ3機を率いてカムチャッカ基地を奪還すべく襲撃するも、単独で大気圏離脱が可能なファイバーに阻まれふたたび撤退する。その後ゾラはエゥーゴの一員として宇宙へ上がり、リック・ディアス［シュトゥッツァー］に乗り換える。フォト・ストーリーでのゾラ機（模型作例）は標準塗装だが、「鹵獲アッシマーのカラー・バリエーション」として、ドム・カラーに塗装されたゾラ用の機体と、エゥーゴ・カラー（ネモ・カラー）に塗装された機体の設定画も掲載されている。なお、同作品ではテレビ中継に映し出されたテレビ版『Ζ』第37話のアジス機（Ζガンダムをかばい立ちはだかる場面を背後より）も登場する。
雑誌企画・小説『ADVANCE OF Ζ 刻に抗いし者』では、増加試作機に「愉快犯」のあだ名をもつティターンズのユーイン・バーダー少佐が搭乗する。0087年4月のアデレード基地防衛戦で、カラバ所属のザク・マリナー3機を撃破したあと、ヴァン・アシリアイノのジム改［ワグテイル］と交戦、戦闘を「楽しんだ」あとに離脱。しかし逃げ出したと思われるのが癪という理由で敵母艦のユーコン級潜水艦U-331を撃沈する。直後にヘビィ・フォーク級陸上戦艦「ニコシア」に配属となり、6月のヒューエンデン基地制圧に参加、偵察に来たジムIIの小隊の1機にわざと機体をぶつけて戦闘状態を誘発する（のちに同基地は武装解除）。7月の珊瑚海での戦闘ではフォルカー・メルクスのワグテイルIIに両脚を切断され墜落するが、割って入った味方のヒューイット・ライネス大尉のマラサイともどもワグテイルIIに発砲し中破させる。直後に増援として到着した巨大MAマタ・ビリに回収され、その後アッシマー［ダンダチャクラ］に改修される。
『ガンダムエース』2003年9月号掲載の藤岡建機の短編漫画「OVER THE MIND」（漫画『A.O.Z Re-Boot ガンダム・インレ-くろうさぎのみた夢-』の前日譚に当たり、のちに同作品の単行本第1巻に再録）では、「3号作戦」の被験体である強化人間の少年およびサイコガンダムの輸送の護衛に複数機（少なくとも7機）が随伴するが、輸送機の事故により連邦軍ハルツーム基地に緊急着陸する。ティターンズ所属のユスラ中尉機のみ機体色が異なるが、ウェブ企画『A.O.Z Re-Boot』の「Special issue」によればティターンズ内の秘密特殊部隊「ブラックヘアーズ」の特殊任務仕様とされ、カラーリングは部隊カラーの漆黒を基調に一部白と赤で塗り分けられている。ユスラ機は被検体を乗せて無断で出撃し僚機に追われるが、被検体が手を触れずに操縦を替わり、MS形態での格闘戦で多数を墜落させる。しかしシステムがオーバーロードし海上に不時着、回収される。なお、ブラックヘアーズ特殊任務仕様はほかにも地球上でおこなわれたいくつかの作戦に投入されている。
漫画『機動戦士ガンダム MSV-R ジョニー・ライデンの帰還』では、0090年に運用されている連邦軍第100MS飛行中隊の3機が登場。左肩に同隊所属のブロイ・リゲラ中尉が一年戦争時にジオン公国軍のエース・パイロットであるジョニー・ライデン少佐から戦闘中に託された（とされる）一角獣をモチーフとしたエンブレムが部隊章として描かれている。モノクロでしか確認できないが、塗り分けは標準塗装と同一。ブロイ機はユーマ・ライトニングの高機動型ゲルググと交戦するが、ビーム・ナギナタで左腕を切り落とされる。
漫画『機動戦士Ζガンダム Define』では瀧川虚至によってリファインされて登場。アニメ劇中のイメージを優先させて一回り大型に設定され、脚部に折りたたみ式の翼が追加されたほか、武装がビーム・ライフルしかないのは不自然との理由で両腕に2連マシンガン、両肩にミサイルラックを内蔵している。なお、同作品ではカミーユのガンダムMk-IIにMA形態で高空飛行中に「跳び乗られて」そのまま取りつかれ撃破される。キリマンジャロ基地防衛戦でも2機が出撃、ド・ダイ改に乗るジムIIの1個小隊をまたたく間に撃破する。
アニメ『Ζ』とは設定が異なる近藤和久の漫画『サイドストーリー・オブ・ガンダム・ゼータ』では通常MSの1.5倍程度の大きさで描かれており、エゥーゴのカミーユ・ビダン伍長が搭乗する。上下を反転して単独で大気圏突入しており、SFSとして2機のMSを載せての飛行も可能となっている。近藤によれば、アッシマーにはMSキャリアーとしての没設定があり、それを流用したとのこと。なお、同作品での型式番号はTMA-10X。
ガンダムシリーズではない劇場アニメ『超劇場版ケロロ軍曹 撃侵ドラゴンウォリアーズであります!』では、ケロロたちの乗る高速飛行艇として登場。円盤部分は客室となっているため、下半身のみ変形するが、アンテナは機首に直立させている。

## バリエーション

### 宇宙用試作実験機
雑誌企画『ADVANCE OF Ζ ティターンズの旗のもとに』で文字設定のみ登場（型式番号：NRX-044(R)）。アッシマーの開発当初、重力下では可変システムにかかる負担が大きいため、負担の少ない無重力（宇宙空間）でのテスト用に試作される。製作は連邦軍とニュータイプ研究所の2説がある。ティターンズに接収され、プロトタイプアッシマーTR-3［キハール］に改修される。

### プロトタイプ・アッシマーTR-3［キハール］
PROTOTYPE ASSHIMAR TR-3 [KEHAAR]
雑誌企画『ADVANCE OF Ζ ティターンズの旗のもとに』に登場。メカニックデザインは藤岡建機。実用レベルの可変機構を有した画期的な新兵器であるアッシマーに目を付けたティターンズが、なかば強引に宇宙用試作実験機を接収し、独自の改良を加えて完成させた機体。開発時期が並行しているため、本機がアッシマーのベースとなったわけではない。
宇宙用（宇宙仕様）
型式番号：NRX-044(R)。外観的にアッシマーと共通するのは頭部くらいであり（アンテナはアッシマーより大型）、試作機であるため被装甲化が十分ではなく、胴体や腕部はフレームがむき出しになっている。宇宙用であることから脚部は廃され、下半身にはプロペラントタンクとスラスターを組み合わせたシュツルム・ブースターが3基装備されている。また、背部には槍のようなテール・スタビライザーが水平に伸びている。MA形態も円盤型ではなく、姿勢制御のため羽のようなスタビライザーが多数設置されている（MS形態ではシールドとして機能するため、横方向の防御力は非常に高い）。シュツルム・ブースターのみを展開した中間形態をとることも可能。機首左側にはレドーム（MS形態では2つに折り畳まれて後頭部に収納される）、機体下面にはランディング・ギアを兼ねる隠し腕（サブアーム）を装備する。武装のビーム・ライフルはアッシマーに近い形状だが、エネルギーはEパック（2基装備）と機体本体からの2ウェイ式となっている。機体色はアッシマーを踏襲したダーク・イエローを基調とする。
本機によってドラム・フレームの柔軟性や剛性の試験がおこなわれ、その結果得られたデータをもとにガンダムTR-6［ウーンドウォート］の換装システムの中核となるフレーム構造が構築されている。
大気圏内用（重力下仕様）
型式番号：NRX-044。おもに重力下での変形機構の耐久性のテストや、「飛行可能な可変MA」という新たなカテゴリーの兵器の戦術・運用方法を確立するための実験に使用される。下半身は試作段階の新型熱核エンジンを搭載した脚部歩行ユニットに換装され（踵のノズルを取り外してシュツルム・ブースターを装着することで宇宙でも運用可能）、アッシマーと同じ腕部装甲やバックパックが追加されたことで外観はアッシマーに近づいているが、すでにテストがおこなわれているアッシマーの開発データをもとに、さまざまな改良や強化パーツが追加されている。垂直上昇用の補助推進器として腰部に「スカート・ユニット」を装備、側面には固定翼が装着され飛行時の安定した姿勢制御に貢献している。脛部にはTRシリーズ共通のジェネレーターを内蔵した試作強化ユニットを装着、胸部にも装甲が追加され、左側にはドムと同じスプレッド・ビームが装備されている。ビーム・ライフルは銃身後部のカバーを展開してビーム刃を発生し鎌や斧として使用可能で、ガブスレイなどのフェダーイン・ライフルのプロトタイプ的な武装となっている。機体色は上半身がダーク・イエロー、下半身がブルー・グレーを基調とする。
ガンダムTR-6［インレ］の護衛機のテストにも供され、ガンダムTR-1［ヘイズル改］のイカロス・ユニットやロゼット強化陸戦形態を経て、ガンダムTR-6［キハールII］として完成している。
MS輸送仕様
設定画のみ掲載。本機の運用プランのひとつで、SFSとしてMSの飛行運搬をおこなう。重力下仕様の両肩とスカート・ユニットにMS搭載ユニットと強化武装を装備し、MA形態の両サイドにMSを載せる形となる。宇宙用の右側にのみMSを搭載するプランもある。
作中での活躍
0085年8月にT3部隊の母艦「アスワン」に配備され、コンペイトウ付近でウェス・マーフィー大尉が搭乗して模擬戦をおこない、エリアルド・ハンター中尉のヘイズル2号機とカール・マツバラ中尉のジム・スナイパーIIIを圧倒する。また、コンペイトウ周回軌道上ではエリアルドが搭乗し、マーフィーのヘイズル改との模擬戦に勝利する。10月、マーフィーが搭乗してガブリエル・ゾラ率いる公国軍残党と交戦、カザック・ラーソンのゲルググ［シュトゥッツァー］にシュツルム・ブースターを叩きつけて撃破する。同月に宇宙でのテストを終了し、エリアルドが搭乗して衛星軌道上でシャトルとランデブーし地球に降下。ハルツーム基地で重力下仕様に改装され、同基地を拠点としてテストをおこなう。MS形態時の熱核ジェット・エンジンのテスト中、所属不明のグフフライトタイプおよびド・ダイIIに乗ったグフカスタムと遭遇戦となるが、大気圏突入してきたカールのTR-4［ダンディライアン］と共闘し撤退させる。さらに基地への帰投中、ド・ダイ改に乗ったグフカスタム2機の追撃を受けるも撃破する。同月のうちにすべてのテスト項目を終了し、ふたたび宇宙に戻されるが、本機はその後T3部隊では運用されておらず、去就は不明である。

### アッシマー［ダンダチャクラ］
ASSHIMAR [DANDA-CHAKRA]
雑誌企画・小説『ADVANCE OF Ζ 刻に抗いし者』に登場（型式番号：NRX-044Q）。メカニックデザインは片貝文洋。「ダンダチャクラ」は改装パックのプロジェクト名とされ、「聖なる車輪」の意。
中破したユーイン・バーダー少佐のアッシマーをもとに、ニューギニア基地で改装パックをもちいて30時間で強化改修した機体。頭部・肩部・前腕部のMA形態時に円盤状になる外装は大型化され、頭頂部には大型のセンサーおよびアンテナが装備される。モノアイ・レールはX字型となり、原型機ではバイザーで隠れていたサブ・カメラが4基露出している。破壊された膝から下は完全新規の伸縮式のものに交換され、MA形態には短くなり旋回性が向上しており、軽量化のため大型のジェット・エンジンを1基ずつ搭載する。結果的に本体重量は増加しているが、戦術の幅は広がっている。機体色は上半身がダーク・ブラウン、下半身が白を基調とする。
武装は新設計の4連装メガ粒子砲1丁とビーム・ピストル2丁を携行・装備し、原型機より総合火力が向上している。前腕部には原型機にはないビーム・サーベルを2基ずつ装備。また、MA形態の機体下面左右にはパイロンが追加され、各種ミサイルを計4基懸架することが可能となっている。
作中での活躍
宇宙世紀0087年7月、バーダー少佐が改修が終わったばかりの本機に搭乗し、マタ・ビリとハイザックの小隊を率いて出撃。ニューギニア基地攻略のため進軍するカラバのザンジバル級機動巡洋艦「ケラウノス」を襲撃、ヴァン・アシリアイノのワグテイルIIと一騎討ちとなり、頭部センサーを損傷しながらも左腕とビーム・ライフルを破壊するが、敵のユーコン級潜水艦U-567からの対地ミサイルに乗じた攻撃により脚部を損傷。さらにアウドムラ隊のリック・ディアスの直撃を受け撤退。その後ふたたびマタ・ビリとともに出撃、今度は連携してケラウノス隊と交戦するも、「ケラウノス」の特攻によりマタ・ビリを撃破され撤退。同月のニューギニア基地防衛戦ではダニカ・マクガイアのハイザック［エピデンドルム］を撃破、さらに味方であるが30バンチ事件のデータを流出させたとして抹殺の命を受けていたヒューイット・ライネス大尉のマラサイも撃破する。その後バーダーは宇宙に上がり、マラサイに乗り換えるため登場しない。

### EWACアッシマー
EWAC ASSHIMAR
ウェブ企画『A.O.Z Re-Boot』に登場（型式番号：NRX-044EW）。
ガンダムTR-6［キハールII］用に開発された、円形のレドーム型ブースト・ポッドをアッシマーに装着した仕様。このレドームは連邦軍MSのすべてに共用が可能であるが、その形状からアッシマー系の円盤型MAと相性が良く、旧世紀の試作戦闘機XF5Uになぞらえた「パンケーキ」の愛称をもつ。その性能からグリプス戦役後も偵察機として重宝されている。

### ムーシカ
スマートフォンゲームアプリ『機動戦士ガンダム U.C. ENGAGE』に登場するゲームオリジナルMS（型式番号：NRX-044BZ）。アッシマーのドラム・フレーム構造をムーバブル・フレーム構造に置き換えるためにバーザムを素体に流用、アッシマーの部品を流用した有人SFS「ムーシカ・ベース」とバーザムに分離・合体が可能。

### アンクシャ
小説・アニメ『機動戦士ガンダムUC』に登場（型式番号：RAS-96）。宇宙世紀0096年に運用されている、アッシマーの後継機。

### アッシマック
漫画『機動戦士クロスボーン・ガンダムDUST』に登場（型式番号：CNRX-044）。連邦軍の新興勢力「キュクロープス」が宇宙世紀0169年に運用する、アッシマーの再設計機。